# Villar de Plasencia
Villar de Plasencia es un municipio español, en la provincia de Cáceres, comunidad autónoma de Extremadura.

## Situación
Integrado en la mancomunidad de Trasierra - Tierras de Granadilla, se sitúa a 93 kilómetros de Cáceres. El término municipal está atravesado por la autovía Ruta de la Plata (A-66) y por la carretera nacional N-630, entre los pK 452 y 456, además de por carreteras locales que permiten la comunicación con Cabezabellosa, Oliva de Plasencia y Guijo de Granadilla. 
| Noroeste: Guijo de Granadilla y Zarza de Granadilla | Norte: Jarilla y Cabezabellosa | Nordeste: Cabezabellosa |
| Oeste: Oliva de Plasencia                           |                                | Este: Cabezabellosa     |
| Suroeste: Oliva de Plasencia                        | Sur: Oliva de Plasencia        | Sureste: Cabezabellosa  |

## Geografía
Su orografía es en su mayoría llana, sin grandes desniveles, aunque por su proximidad a los Montes de Tras la Sierra, en ocasiones se torna escarpada y difícil. Algunos de sus picos más destacados son Cerro Pelado (650 metros) y Cabeza Gorda (469 metros). El arroyo Garganta de la Oliva discurre por el territorio y represa sus aguas en el embalse de Villar de Plasencia.
La altitud oscila entre los 720 metros al este, en el límite con Cabezabellosa, y los 370 metros a orillas del arroyo. El pueblo se alza a 469 metros sobre el nivel del mar. 

## Origen e Historia
Su historia está profundamente marcada por la intersección de dos importantes rutas, la Vía Romana, que enlazaba las ciudades de Astorga y Mérida, y la Cañada Real de la Vizana, un camino de trashumancia que unía los lagos asturianos con las tierras pacenses. Ambas vías han ejercido un papel determinante en la evolución social, política y económica del municipio a lo largo de los siglos.

#### Prehistoria
Los orígenes de Villar de Plasencia se pierden en la antigüedad. Se han hallado evidencias de industrias líticas en la comarca, indicando un escaso poblamiento en la Edad del Bronce que residía en cuevas o en abrigos temporales al aire libre. No es hasta finales del tercer milenio y principios del segundo milenio a. C., durante la época calcolítica, cuando se observan indicios de cierto sedentarismo en la zona cercana a Villar de Plasencia.
En la Edad del Hierro, pequeñas fortificaciones vetonas (framontanos) comenzaron a aparecer en la zona. Los restos de una posible fortificación de este tipo podrían encontrarse cerca de la iglesia parroquial de Villar de Plasencia, ubicación que permitiría controlar el paso del valle y los movimientos en las laderas.

#### Época Romana
La romanización definitiva del oeste peninsular introdujo los primeros núcleos urbanos, jerarquizándose el mapa del Ambroz en torno a la Vía de la Plata y los ramales que conectaban los asentamientos más antiguos de Galisteo y el paso situado en el Puerto de Béjar. Durante esta época, Cáparra, una ciudad estipendaria de la Lusitania, surgió y transformó el concepto de territorialidad en la región.
Se cree que el núcleo fundacional de lo que con el tiempo llegó a ser Villar de Plasencia podría haber sido una "villae", una especie de finca rural romana. La villae que se levantó cerca de la actual estación del ferrocarril podría haber dado nombre al lugar y servido de referencia a la ciudad de Cáparra para controlar el agua que discurría a través de un acueducto desde el Ninfeo de la Jarilla (Piedras Labradas) y los baños salutíferos del Salugral.

#### Edad Media
La Edad Media marcó una nueva era para Villar de Plasencia. Con la invasión bereber, la infraestructura viaria romana fue adaptada a nuevos usos pastoriles, y se establecieron puntos de vigilancia a lo largo de la falla de Plasencia. Durante esta época, la Vía de la Plata, ahora conocida como Balata y después como Quinea (o Lindón, en la zona), perdió su estatus de calzada imperial, desapareciendo la 'villae romana' original. Sin embargo, la localidad se mantuvo, aunque reducida a un pequeño asentamiento.
Tras la Reconquista cristiana del territorio a manos de Alfonso VIII en el siglo XII, la repoblación fue llevada a cabo por leoneses y asturianos, lo que dio lugar a la creación de una serie de pequeñas aldeas entre las que se encontraba Villar de Plasencia.
En 1184, Alfonso VIII cedió la villa y todas sus tierras al obispado de Plasencia, lo que llevó a su inclusión en el territorio del señorío eclesiástico. Durante esta época, el obispo de Plasencia construyó una fortaleza en la aldea como medio de protección contra posibles incursiones.

#### SigloXVIalXIX
Durante los siglos XVI y XVII, la población de Villar de Plasencia creció lentamente. En este periodo, la principal actividad económica del municipio fue la agricultura, en especial el cultivo de cereales y vid.
En el siglo XIX, el paso de la Guerra de Independencia y las guerras carlistas por la comarca supusieron un duro golpe para la economía y población de Villar de Plasencia. Sin embargo, la villa consiguió recuperarse y comenzó a desarrollarse de nuevo a finales del siglo XIX, cuando la construcción del ferrocarril de la línea Palazuelo-Astorga llevó a un incremento del comercio y la actividad económica.
A la caída del Antiguo Régimen la localidad se constituye en municipio constitucional en la región de Extremadura, conocido entonces como el Villar. Desde 1834 quedó integrado en el partido judicial de Plasencia. En el censo de 1842 contaba con 80 hogares y 438 vecinos.

#### SigloXXyXXI
El siglo XX fue un periodo de crecimiento y modernización para Villar de Plasencia. Las mejoras en las infraestructuras y la creación de nuevos servicios públicos contribuyeron a mejorar la calidad de vida de sus habitantes.
En el siglo XXI, el municipio se ha centrado en preservar su patrimonio histórico y cultural, a la vez que ha buscado fomentar el turismo. Las rutas de senderismo por la Vía de la Plata y los restos arqueológicos de la época romana y medieval atraen a visitantes de toda España y el extranjero.
Hoy en día, Villar de Plasencia es conocido por su rica historia, su hermoso entorno natural y su compromiso con la conservación del patrimonio y la promoción del turismo sostenible.

## Patrimonio
En el llano de la iglesia se encuentra la parroquia de Nuestra Señora de la Asunción, el monumento más destacado del lugar. Se trata de una edificación del siglo XVI con diversas reminiscencias góticas de periodo tardío. Patrocinada por el obispo de Plasencia en 1524 Vargas Carvajal, como testimonio de ello encontramos su escudo instalado en la torre. 
Con una caja de muros en la que se combinan el mampuesto y la sillería, el templo se organiza interiormente mediante una cabecera poligonal y una alargada nave de tres tramos. Estos se encuentran divididos por arcos de medio punto que descansan sobre pilares góticos y soportan una cubierta de madera a dos aguas. 
El presbiterio se techa con un bello artesanado mudéjar de madera, de par y nudillo, decorado con lacerías centrales. La iglesia presenta dos portadas, siendo la de los pies la más interesante, con arco carpanel, con finas arquivoltas, sobre el que se sitúa una placa en relieve con dos putti sosteniendo el escudo de la Virgen María. 
La torre-campanario, incrustada en un lado del hastial occidental, es un elemento destacado. Construida totalmente en sillería, se compone de tres cuerpos separado por molduras impostas.
Esta localidad también conserva dos ermitas barrocas, dedicadas a su patrón san Bartolomé y a san Antonio de Padua. 
La primera, obra de sillería, consta de una nave y presbiterio cerrado con cúpula sobre pechinas. La segunda se sitúa junto a un puente construido por mandato del obispo de Plasencia, José González Laso Santos de San Pedro, en 1792. 
Igualmente en esta localidad se encuentra el inicio del camino real a Plasencia.

## Infraestructuras

### Carreteras
Por Villar de Plasencia pasan varias carreteras:
| Nombre                                                                | Lugar de entrada                                                               | Lugares a los que va                                                             |
| --------------------------------------------------------------------- | ------------------------------------------------------------------------------ | -------------------------------------------------------------------------------- |
| E-803 A-66 Autovía de la Ruta de la Plata                             | Norte y Sur del municipio, pasando al oeste de la localidad sin entrar en ella | Norte: Jarilla, Hervás, Salamanca y Asturias Sur: Plasencia, Cáceres y Sevilla   |
| N-630 Carretera Ruta de la Plata                                      | Norte: Jarilla Sur: Plasencia                                                  | Carretera secundaria paralela a la A-66                                          |
| CC-11.1 Carretera de Villar de Plasencia a su estación de ferrocarril | Cruce con CC-94                                                                | Villar de Plasencia Añadido el segundo carril de circulación en 2010.            |
| CC-94 Carretera de Villar de Plasencia a Cabezabellosa                | Circunvalación de Villar de Plasencia                                          | Hacia: Cabezabellosa, El Torno Añadido el segundo carril de circulación en 2012. |

### Ferrocarril
Villar de Plasencia cuenta con una estación de ferrocarril perteneciente a la línea de Ferrocarril Vía de la Plata, aunque actualmente la estación no posee circulación de trenes por ella. Esta línea de ferrocarril unía el norte con el sur de la península desde Gijón hasta Sevilla y cuyo tramo entre Plasencia y Astorga fue cerrado al tráfico de pasajeros el 1 de enero de 1985. 
Por la estación hubo circulaciones de trenes de mercancías hasta el año 1996.
Si bien existieron movimientos que reivindicaron la reapertura del tramo, actualmente la línea está desmantelada y se ha reconvertido en la Vía Verde Ruta de la Plata.

### Embalse
La Presa de Villar de Plasencia fue construida sobre el cauce de la Garganta de la Oliva en el año 1988, en la zona del Hoyo, siendo alcalde de la localidad Máximo Sánchez Sánchez.
La presa de Villar de Plasencia es de tipo gravedad a base de hormigón y planta recta, con una altura desde cimientos de casi 20 m y una longitud de coronación de 105 m.
El embalse de Villar de Plasencia pertenece a la Confederación Hidrográfica del Tajo y presenta los siguientes datos técnicos:
- Capacidad: 0,059 hm³ (59 millones de L)
- Proyectista: Máximo Cruz Sagredo
- Tipo de presa: gravedad
- Cota coronación (m): 618
- Altura desde cimientos (m): 19,850
- Longitud de coronación (m): 105
- Cota cimentación (m): 592,700
- Superficie a máximo nivel: 1 ha
- Número total de desagües en la presa:	 1

Fuente:

## Fiestas patronales
Las fiestas en honor al patrón San Bartolomé se celebran todos los años durante varios días en torno al 24 de agosto, día de su onomástica.
Durante las fiestas se celebran varios concursos de tipo gastronómico, de disfraces, baile, torneos deportivos y otras actividades destinadas al público infantil. Es de destacar el concurso de elaboración de vinos de pitarra con métodos tradicionales, siendo premiado en 2013 entre 11 participantes el vino presentado por Don Sebastián Guillén Morales.
El evento que marca el inicio de la semana de fiestas es la Marcha BTT para bicicletas que se desarrolla por los caminos que rodean al pueblo, cuya primera edición se celebró en 2013 y tuvo un recorrido de 30 km.
Durante las mañanas de la semana Mayor se rinde homenaje mediante misas, cultos y procesiones al patrón, concluyendo el último día con la romería a su ermita.
Las agradables veladas de estas fiestas de verano son amenizadas con orquestas que interpretan música en directo en la plaza de España de Villar de Plasencia, hasta altas horas de la madrugada.

## Gastronomía

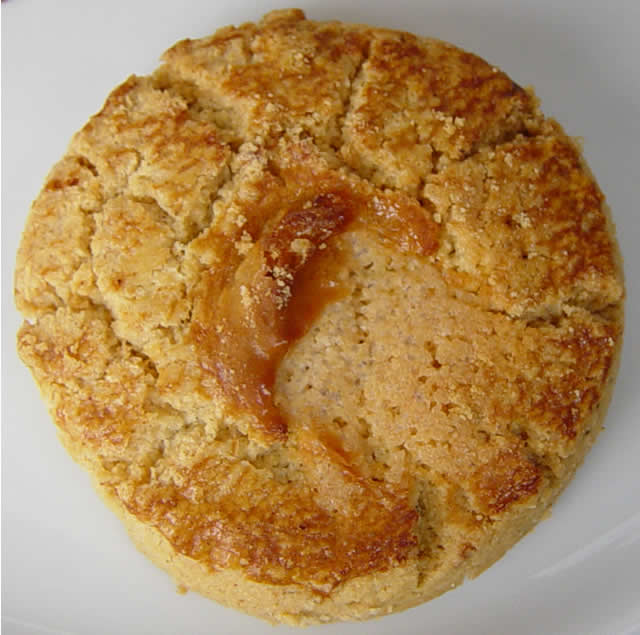
Una perrunilla.

En cuanto a la cocina local cabe destacar los tripicallos, cuyo ingrediente principal es la patata. También son muy importantes en las cocinas de Villar de Plasencia dulces como los tartabellacos, leche frita, perrunillas...

## Ayuntamiento
| Partidos políticos en el Ayuntamiento de Villar de Plasencia (2019-2023) |            |
| Partido político                                                         | Concejales |
| Partido Socialista Obrero Español (PSOE)                                 | 4          |
| Partido Popular (PP)                                                     | 1          |

## Geografía humana

### Demografía
Cuenta con una población de 231 habitantes (INE 2024).
| Gráfica de evolución demográfica de Villar de Plasencia entre 1842 y 2021                                                                                     |
| |
| En este censo se denominaba Villar: 1842 Población de derecho según los censos de población del INE Población de hecho según los censos de población del INE. |

| 264                                         | 256 | 253 | 248 | 242 | 258 | 242 | 233 | 229 | 227 | 232 | 223 | 232 | 234 |
| (Fuente: Instituto Nacional de Estadística) |     |     |     |     |     |     |     |     |     |     |     |     |     |